# Henri Stempffer
Henri Stempffer (* 23. Januar 1894 in Paris; † 1. November 1978 ebenda) war ein französischer Entomologe.
Stempffer wurde 1922 Mitglied der Société entomologique de France, deren Präsident er 1943 war. Er spezialisierte sich auf die Untersuchung von Bläulingen und wurde hier zu einem weltweiten Spezialisten. 1967 veröffentlichte er eine umfassende Überprüfung der afrikanischen Arten. Kurz vor seinem Tod vermachte er 1977 seine umfangreiche Sammlung dem Muséum national d’histoire naturelle.

## Auszeichnungen
1973: Karl-Jordan-Medaille